# Nazionale maschile di rugby a 7 della Gran Bretagna
La nazionale di rugby a 7 della Gran Bretagna è la selezione che rappresenta la Gran Bretagna nel torneo di rugby a 7 ai Giochi olimpici estivi. Istituita inizialmente in occasione dei Giochi mondiali 2001, ha fatto il suo debutto olimpico durante i Giochi di Rio de Janeiro 2016.
Il Comitato Olimpico Internazionale e World Rugby, ovvero l'ente che governa il rugby a livello mondiale, hanno stabilito come criterio di qualificazione l'indicazione di una singola squadra da parte della British Olympic Association affinché riesca a conquistare uno dei posti messi a disposizione durante le World Rugby Sevens Series. La scelta è caduta sull'Inghilterra, dato che la Rugby Football Union è stata l'unica federazione britannica a sostenere un programma completo di sviluppo del rugby a 7.
I giocatori eleggibili nella nazionale della Gran Bretagna possono provenire indifferentemente dall'Inghilterra, dal Galles e dalla Scozia. L'Irlanda del Nord, invece, in questo sport continua a formare un'unica rappresentativa assieme alla Repubblica d'Irlanda sotto l'egida dell'IRFU.
Nel torneo olimpico inaugurale ha vinto la medaglia d'argento, dopo essere stata sconfitta in finale 43-7 dalle Figi.

## Partecipazioni alle Olimpiadi
- 2016:  2º posto
- 2020: 4º posto